# Kiggelaria africana
Kiggelaria africana är en tvåhjärtbladig växtart som beskrevs av Carl von Linné. Kiggelaria africana ingår i släktet Kiggelaria och familjen Achariaceae. Inga underarter finns listade i Catalogue of Life.

## Bildgalleri

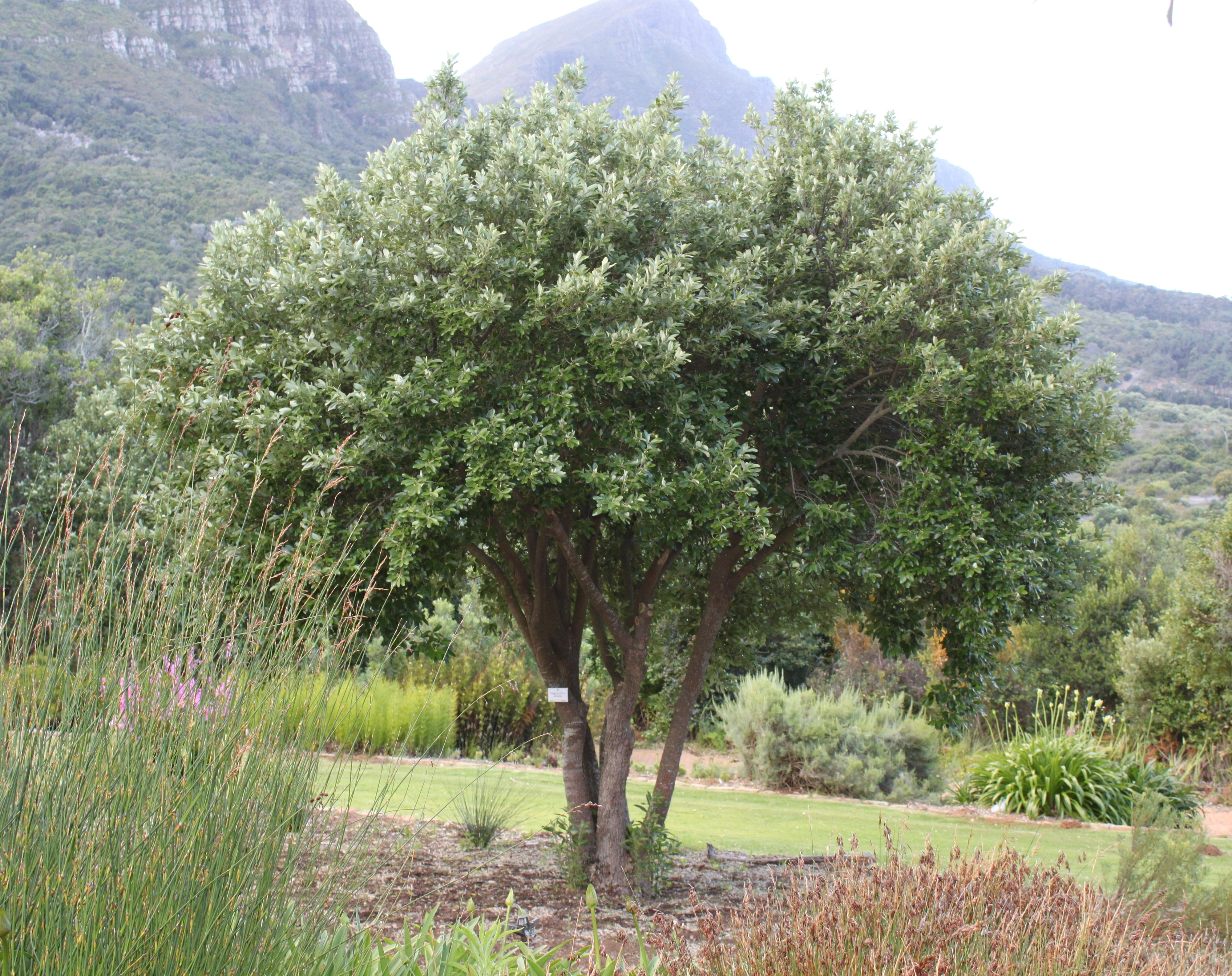
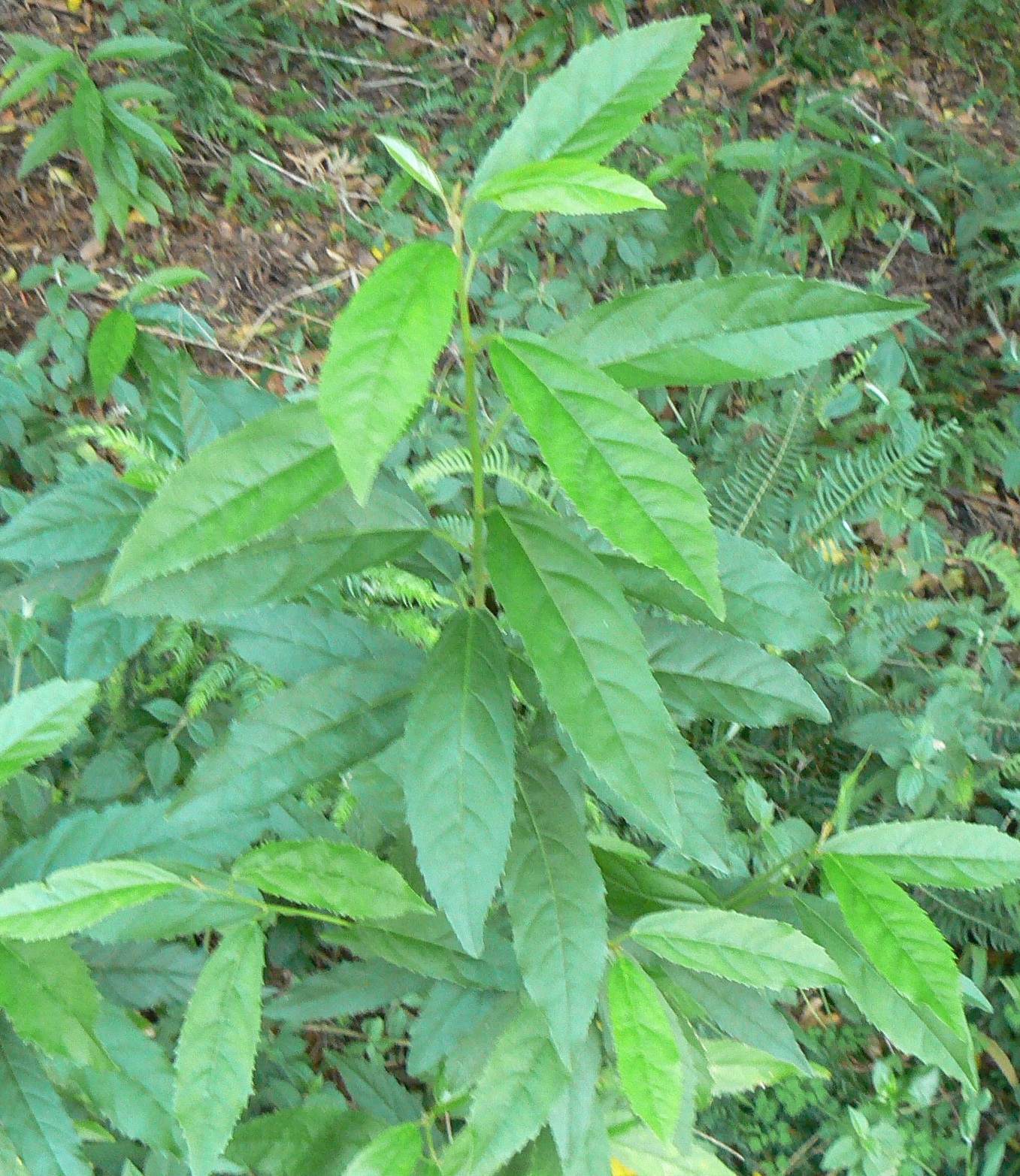
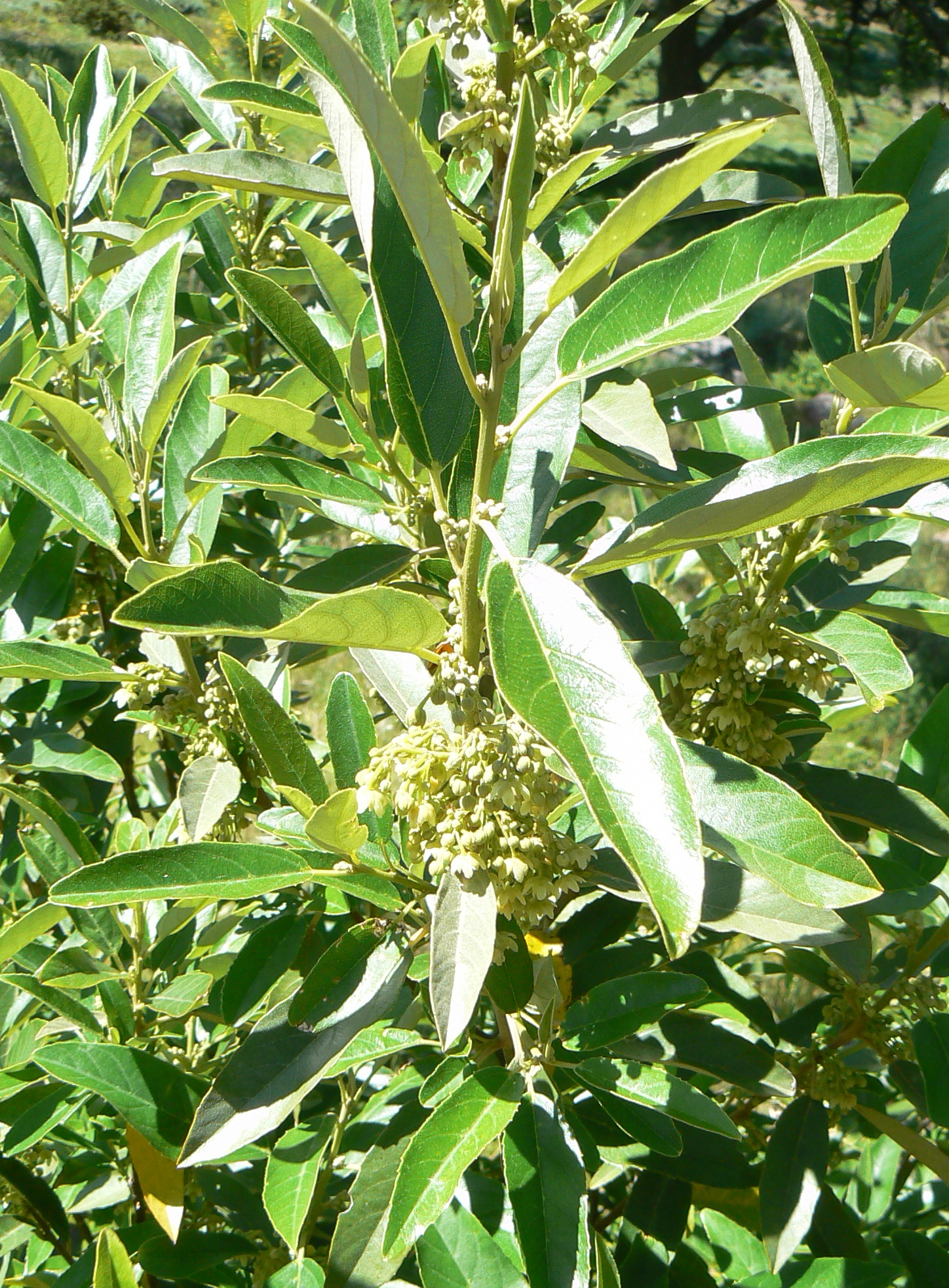
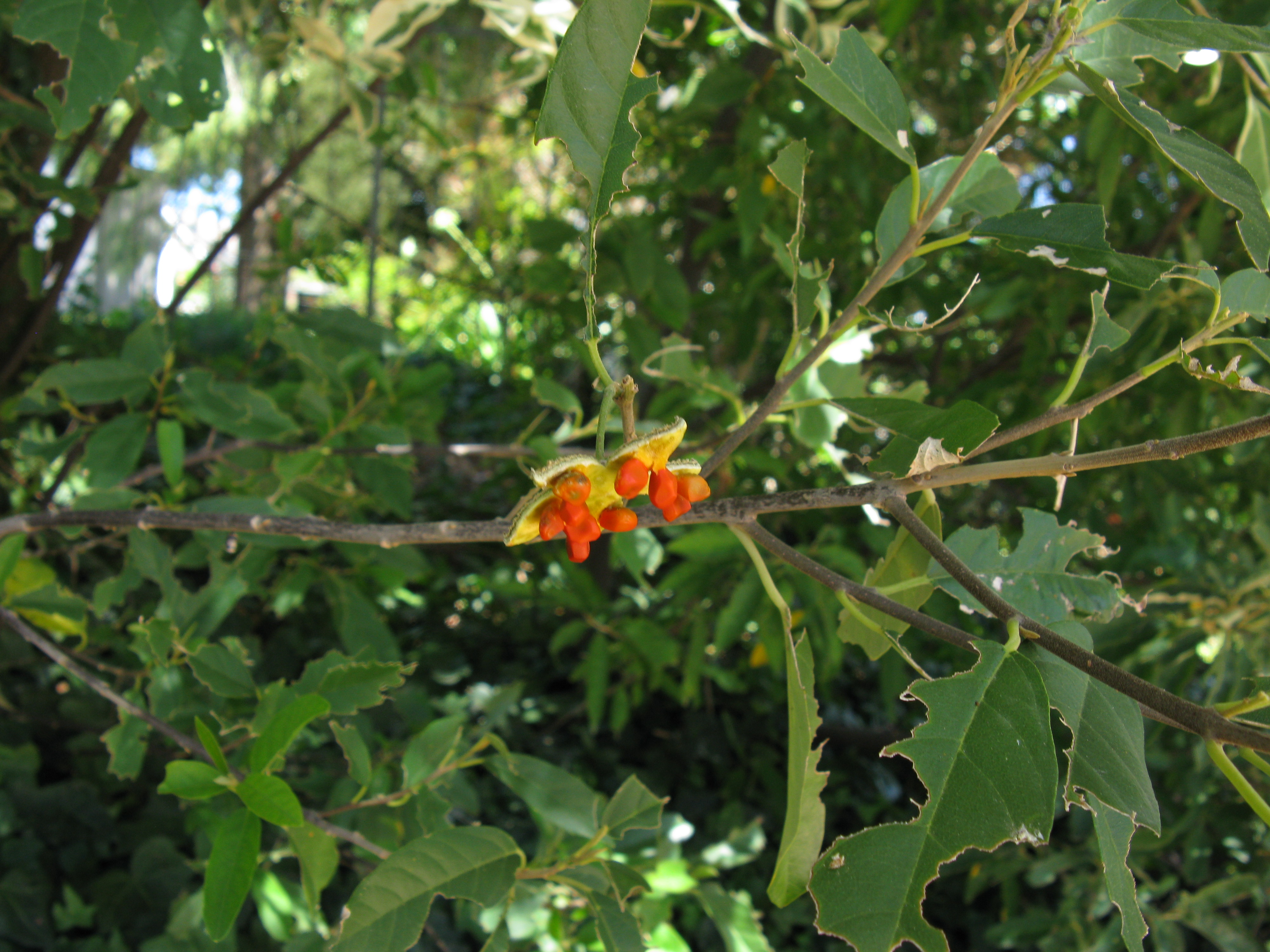